# نيي أكينمولايان
نيي أكينمولايان (بالإنجليزية: Niyi Akinmolayan)‏ (3 نوفمبر 1982 -) هُو مُخرج أفلام نيجيري.

## وصلات خارجية
- نيي أكينمولايان على موقع IMDb (الإنجليزية)
- نيي أكينمولايان على موقع ألو سيني (الفرنسية)
- نيي أكينمولايان على موقع قاعدة بيانات الفيلم (الإنجليزية)